# جامعة فودان
جامعة فودان تقع الجامعة في شنغهاي، وهي واحدة من أقدم وأكثر الجامعات انتقائية في الصين، وهي عضو في يونيفيرسيتاس 21 . تأسست في عام 1905، قبل نهاية سلالة تشينغ الإمبراطورية الصينية . وتتكون جامعة فودان من أربعة فروع، وهي هاندان (邯郸)، فنغلين (枫林)، تشانغجيانغ (张江)، وجيانجوان (江湾).